# Hegardt Andersson
Hilding Artur Hegardt Andersson, född 10 januari 1932 i Skee församling, död 15 mars 1988 i Fässbergs församling, var en svensk fotbollsspelare som representerade Gais i allsvenskan 1952/1953, och därefter Fässbergs IF under resten av 1950-talet.
Andersson spelade åtta allsvenska matcher för Gais säsongen 1952/1953, och fick spela två matcher för svenska U21-landslaget 1953. Han hade dock svårt att ta en plats i det ramstarka Gais-försvaret, och gick inför vårsäsongen 1954 till Fässbergs IF. I Mölndalsklubben blev han sedan kvar åtminstone till 1960.